# 미션 임파서블: 파이널 레코닝
《미션 임파서블: 파이널 레코닝》(영어: Mission: Impossible – The Final Reckoning)은 2025년 개봉한 미국의 액션, 첩보 영화이다. 크리스토퍼 매쿼리가 감독과 각본을 맡았으며, 《미션 임파서블》 영화 시리즈의 여덟 번째이자 마지막 작품이다.
기존 2022년 8월 5일 북미 개봉 예정이었으나, 코로나19 범유행과 2023년 미국배우조합 파업으로 인해 개봉이 2025년 5월 23일로 연기되었다.

## 줄거리
IMF 요원 이단 헌트와 그레이스는 한때 인공지능 '엔티티'와 연계되어 활동했던 가브리엘을 추적한다. 그러나 가브리엘에게 역으로 붙잡힌 이단은, 러시아 핵잠수함 세바스토폴에서 침몰한 핵심 모듈, 이른바 '래빗스 풋'을 회수해오라는 협박을 받는다. 이는 엔티티의 소스코드를 제어할 수 있는 열쇠다.
이단과 그레이스는 IMF 요원 벤지 던, 그리고 신규 요원 파리와 테오 드가의 도움으로 탈출에 성공한다. 이들은 가브리엘이 엔티티와 통신할 때 사용한 장치를 발견하고, 그 안에서 핵전쟁이 임박했다는 경고 메시지를 확인한다. 이단은 엔티티가 남아프리카의 보안 디지털 벙커에 접근해야만 생존할 수 있다는 사실을 깨닫는다.
이단은 팀을 세바스토폴의 좌표를 찾도록 보내고, 본인은 런던에 설치된 핵폭탄을 해제하기 위해 루터 스티켈과 합류한다. 루터는 엔티티를 무력화할 수 있는 악성코드 '포이즌 필'을 개발했지만, 그 코드는 이미 가브리엘에게 탈취당한 상태다. 루터는 폭탄을 막기 위해 자신을 희생하고, 이단은 미국 대통령 에리카 슬론에게 자진해서 나타난다. 슬론은 엔티티가 전 세계 핵 시스템에 미치는 영향력을 우려하며 협력을 제안하고, 이단은 독자적으로 임무를 수행하도록 허락받는다. 그러나 CIA 국장 유진 키트리지는 이에 반대한다.
팀은 베링 해의 세인트 매튜 섬으로 이동하여, 냉전 시절의 소나 시설에서 세바스토폴 침몰 신호를 확인한다. 그곳에는 과거 CIA 분석관 윌리엄 돈로가 유배되어 있었으며, 그는 침몰 당시 좌표를 기억하고 있다. 그레이스와 돈로의 아내 타피사는 러시아 특수부대와의 교전 중 시간을 벌고, 돈로는 팀에게 좌표를 전송한다.
이단은 항공모함 조지 H. W. 부시함에서 세바스토폴로 잠수하여 모듈을 회수하지만, 그 과정에서 선체가 미끄러지며 조난당한다. 간신히 탈출하나 상승 도중 의식을 잃고, 그레이스와 타피사가 응급 처치로 생명을 구한다. 이후 이단은 팀에게 엔티티를 격리하기 위한 계획을 설명한다. 포이즌 필을 물리 저장 장치에 업로드하여, 엔티티를 외부와 단절시키겠다는 것이다. 그는 가브리엘이 이미 남아프리카 벙커에서 기다리고 있을 것이라 예측한다.
벙커에 도착한 팀은 이미 가브리엘과 그의 부하들만 남아 있는 현장을 발견한다. 가브리엘은 20분 카운트다운이 설정된 또 다른 핵폭탄을 보여주며 모듈을 요구한다. 이단이 넘기려는 순간, 키트리지가 개입하여 미국 정부가 엔티티를 확보해야 한다고 주장한다. 혼란 속에서 폭탄이 작동되고, 가브리엘은 도주한다.
한편, 부상당한 벤지를 위해 파리가 응급 수술을 진행하고, 그레이스는 벙커 시스템을 재가동하여 엔티티를 가두기 위한 작업을 이어간다. 돈로는 시간을 벌기 위해 마지막까지 남는다.
이단은 복엽기를 몰아 가브리엘의 항공기에 도달, 공중에서 그를 추격한다. 가브리엘은 낙하산으로 탈출을 시도하지만, 비행기 구조물과 충돌해 사망한다. 이단은 예비 낙하산으로 탈출해 포이즌 필을 회수하고, 이를 모듈과 통합해 엔티티를 완전히 격리한다.
이후 키트리지와 CIA 요원 재스퍼 브릭스가 이단을 찾아오고, 브릭스는 과거 IMF 리더 짐 펠프스의 아들이라는 사실이 밝혀진다. 키트리지는 분노하지만, 브릭스는 이단과 화해의 뜻을 전한다. 팀은 런던에서 다시 모이고, 그레이스는 엔티티가 담긴 드라이브를 이단에게 전달한 뒤, 각자의 길을 향해 앞으로 나아간다.

## 출연진
- 톰 크루즈 - 에단 헌트 역
- 헤일리 앳웰 - 그레이스 역
- 빙 레임스 - 루터 스티켈 역
- 사이먼 페그 - 벤지 던 역
- 이사이 모랄레스 - 가브리엘 역
- 폼 클레멘티에프 - 파리 역
- 헨리 처니 - 유진 키트리지 역
- 셰이 위검 - 재스퍼 브리그스 역
- 그레그 타잔 데이비스 - 시오 드가 역
- 앤절라 배싯 - 에리카 슬론 대통령 역
- 홀트 매캘러니 - 설링 번스틴 국방장관 역
- 재닛 맥티어 - 월터스 국무장관 역
- 닉 오퍼먼 - 시드니 합참의장 역
- 해나 워딩엄 - 닐리 소장 역
- 찰스 파넬 - 리처즈 국정원장 역
- 트러멜 틸먼 - 블레드소 함장 역
- 롤프 색슨 - 윌리엄 "빌" 던로 역
- 루시 툴루가르주크 - 타피사 역
- 파샤 D. 리치니코프 - 콜초프 대위 역
- 토미 얼 젱킨스 - 버딕 중령 역
- 케이티 오브라이언 - 코디액 역
- 스티븐 오영 - 필스 역